# Ramot ha-Szawim
Ramot ha-Szawim (hebr. רמות השבים) – moszaw położony w Samorządzie Regionu Derom ha-Szaron, w Dystrykcie Centralnym, w Izraelu.

## Położenie
Leży na równinie Szaron w aglomeracji miejskiej Gusz Dan, w otoczeniu miast  Ra’ananna, Kefar Sawa i Hod ha-Szaron, oraz moszawów Giwat Chen i Kefar Malal.

## Historia
Moszaw został założony w 1933 przez żydowskich imigrantów z Niemiec. W 1951 uzyskał status samorządu lokalnego, jednak w 2003 powrócił do statusu moszawu.

## Kultura i sport
W moszawie jest ośrodek kultury i sportu, oraz basen kąpielowy.

## Gospodarka
Gospodarka moszawu opiera się na rolnictwie i hodowli drobiu.
Spółka Ramot HaShavim Feed Mill Agricultural Cooperativy Society produkuje pasze dla żywego inwentarza.

## Komunikacja
Wzdłuż zachodniej granicy moszawu przebiega droga ekspresowa nr 4 (Erez–Kefar Rosz ha-Nikra), brak jednak możliwości bezpośredniego wjazdu na nią. Lokalną drogą prowadzącą na wschód można dojechać do moszawu Kefar Malal i drogi nr 402 prowadzącej na północ do miasta Kefar Sawa lub na południe do miasta Hod ha-Szaron. Lokalną drogą prowadzącą na zachód można dojechać do moszawu Giwat Chen i miasta Ra’ananna.